# Adalram
Adalram († 836) byl bavorský prelát v první polovině 9. století. Přibližně od roku 819 působil jako arcijáhen v salcburské arcidiecézi a poté se v roce 821 stal salcburským arcibiskupem po smrti svého předchůdce Arna. Roku 824 obdržel na žádost franského císaře Ludvíka I. Pobožného palium od papeže Evžena II.
Jako arcibiskup pokračoval s pokusy o christianizaci Slovanů v Panonské marce a Karantánii, k tomu jmenoval Otu pomocným biskupem pro Slovany. V roce 828 či 829 se pravděpodobně účastnil vojenského tažení proti Bulharům, během něhož se zastavil v Nitře, kde vysvětil kostel. Nitranský kníže Pribina pojal za manželku ženu z Bavorska, kostel měl patrně sloužit právě jí. Po vyhnání Pribiny z Nitranského knížectví Mojmírem I. byl Pribina pokřtěn Adalramem v kostele v Traismauer. Adalram zemřel 4. ledna 836.